# Вяжневка
Вяжневка — деревня в Пителинском районе Рязанской области. Входит в Нестеровское сельское поселение.

## География
Находится в северо-восточной части Рязанской области на расстоянии приблизительно 14 км на запад-юго-запад по прямой от районного центра поселка Пителино.

## История
На карте 1862 года деревня еще не была отмечена.

## Население
Численность населения: 11 человек в 2002 году (русские 100 %), 3 в 2010.